# Кларендон-Гіллс (Іллінойс)
Кларендон-Гіллс (англ. Clarendon Hills) — селище (англ. village) в США, в окрузі Дюпаж штату Іллінойс. Населення — 8702 особи (2020).

## Географія
Кларендон-Гіллс розташований за координатами 41°47′54″ пн. ш. 87°57′26″ зх. д. / 41.79833° пн. ш. 87.95722° зх. д. (41.798447, -87.957239).  За даними Бюро перепису населення США в 2010 році селище мало площу 4,69 км², з яких 4,67 км² — суходіл та 0,03 км² — водойми.

## Демографія
Згідно з переписом 2010 року, у селищі мешкало 8427 осіб у 3132 домогосподарствах у складі 2172 родин. Густота населення становила 1795 осіб/км².  Було 3338 помешкань (711/км²).
Расовий склад населення:
| - 90,2 % — білих - 5,1 % — азіатів - 1,8 % — чорних або афроамериканців - 1,0 % — осіб інших рас |

До двох чи більше рас належало 1,9 %. Частка іспаномовних становила 5,1 % від усіх жителів.
За віковим діапазоном населення розподілялося таким чином: 31,6 % — особи молодші 18 років, 56,9 % — особи у віці 18—64 років, 11,5 % — особи у віці 65 років та старші. Медіана віку мешканця становила 39,6 року. На 100 осіб жіночої статі у селищі припадало 91,3 чоловіків;  на 100 жінок у віці від 18 років та старших — 87,7 чоловіків також старших 18 років.
Середній дохід на одне домашнє господарство  становив 173 090 доларів США (медіана — 105 720), а середній дохід на одну сім'ю — 216 264 долари (медіана — 136 250). Медіана доходів становила 118 381 долар для чоловіків та 75 319 доларів для жінок. За межею бідності перебувало 7,2 % осіб, у тому числі 7,8 % дітей у віці до 18 років та 6,2 % осіб у віці 65 років та старших.
Цивільне працевлаштоване населення становило 3662 особи. Основні галузі зайнятості: освіта, охорона здоров'я та соціальна допомога — 24,4 %, фінанси, страхування та нерухомість — 18,9 %, науковці, спеціалісти, менеджери — 18,8 %.